# Firuzabad
Fīrūzābād (in persiano فيروزاباد‎, Fīrūzābād; anticamente, medio persiano sasanide Ardasher-Khwarrah – اردشيرخوره, che significa "La Gloria di Ardasher") è il capoluogo dello shahrestān di Firuzabad, circoscrizione Centrale, nella provincia di Fars. Aveva, nel 2006, una popolazione di 58.210 abitanti, con 12.888 famiglie.

## Descrizione
Firuzabad è situata a sud di Shiraz. La città è circondata da un muro di fango e da un fossato.
Alessandro di Macedonia distrusse la città originale di Gōr. Secoli più tardi, Ardashir I, fondatore della dinastia sasanide, fece rivivere la città prima che fosse saccheggiata durante l'invasione araba del settimo secolo.
Firuzabad è situata in un'area della regione a bassa quota, così Alessandro fu in grado di allagare la città dirottando verso di essa il flusso di un fiume. Il lago che creò rimase finché Ardashir I non costruì un tunnel per prosciugarlo, fondando poi su questo sito la sua nuova capitale.
La nuova città di Ardeshir era conosciuta come Khor Ardeshīr, Ardeshīr Khurah e Shāhr-ī Gōr. Aveva una pianta circolare così precisa nella misurazione che lo storico persiano Ibn al-Balkhi - autore del Fārs-Nāma (in persiano فارس‌نامه‎)  -  scrisse che era stata "ideata usando un compasso". Era protetta da una trincea di 50 metri di larghezza e 2 chilometri di diametro. La città aveva quattro porte; a nord c'era la Porta di Hormuz, a sud la Porta di Ardeshir, a est la Porta di Mitra e a ovest la Porta di Bahram. I recinti della capitale reale furono costruiti al centro di un cerchio con un raggio di 450 m. Nel punto centrale della città vi era un tempio del fuoco zoroastriano alto 30 m e con un motivo a spirale, il Minar, che si pensa sia stato il predecessore architettonico della Malwiyya della Grande Moschea di Samarra in  Iraq. 
Firuzabad riacquistò importanza sotto il regno di ʿAḍud al-Dawla della dinastia buwayhide, che usò frequentemente la città come residenza. È in questo periodo che il vecchio nome della città, Gōr, fu abbandonato a favore del nuovo. Nel persiano parlato al tempo, Gōr significava "tomba" e l'Emiro ʿAḍud al-Dawla, a quel che si racconta, trovava di cattivo gusto risiedere in una "tomba". Per suo ordine, il nome della città fu dunque mutato in Peroz-abad, "Città della Vittoria". Il nome della città (attraverso diverse variazioni toponomastiche) è diventato infine Fīrūzābād.
Tra le attrazioni della città sono da menzionare la Qal'eh Dokhtar, il Palazzo di Ardeshir e la torre del tempio del fuoco tra i resti di Gōr.

## Robert Byron

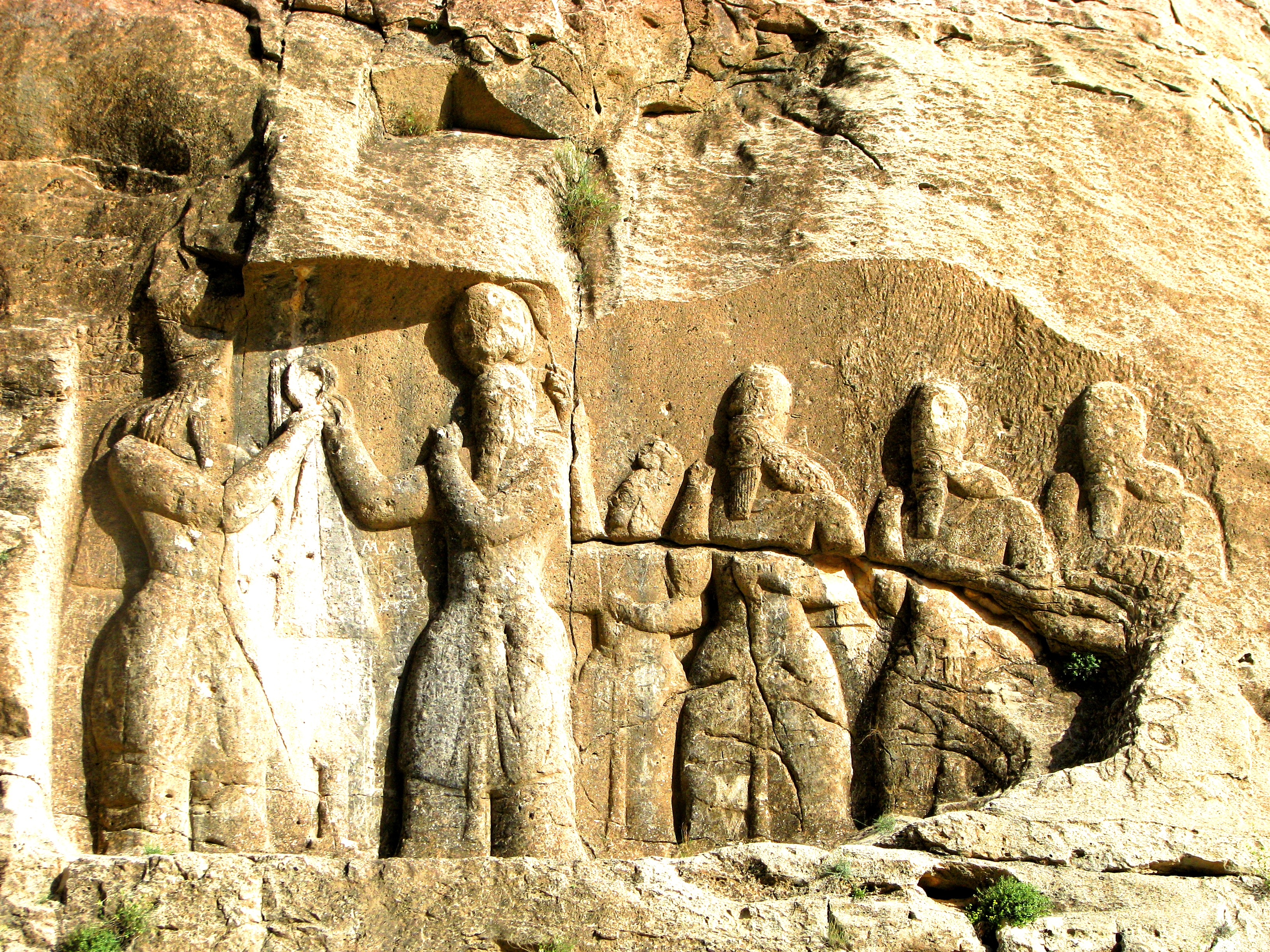
Il bassorilievo

Lo scrittore Robert Byron giunse in città nel 1934 descrivendo nel suo diario di viaggio i principali monumenti con stupore e dovizia di dettagli tra cui il Palazzo di Ardeshir e la torre. Scendendo giù al fiume poco distante dal Dezh Dokhtar notò i bassorilievi sasanidi indicati da una guida:

## Galleria d'immagini

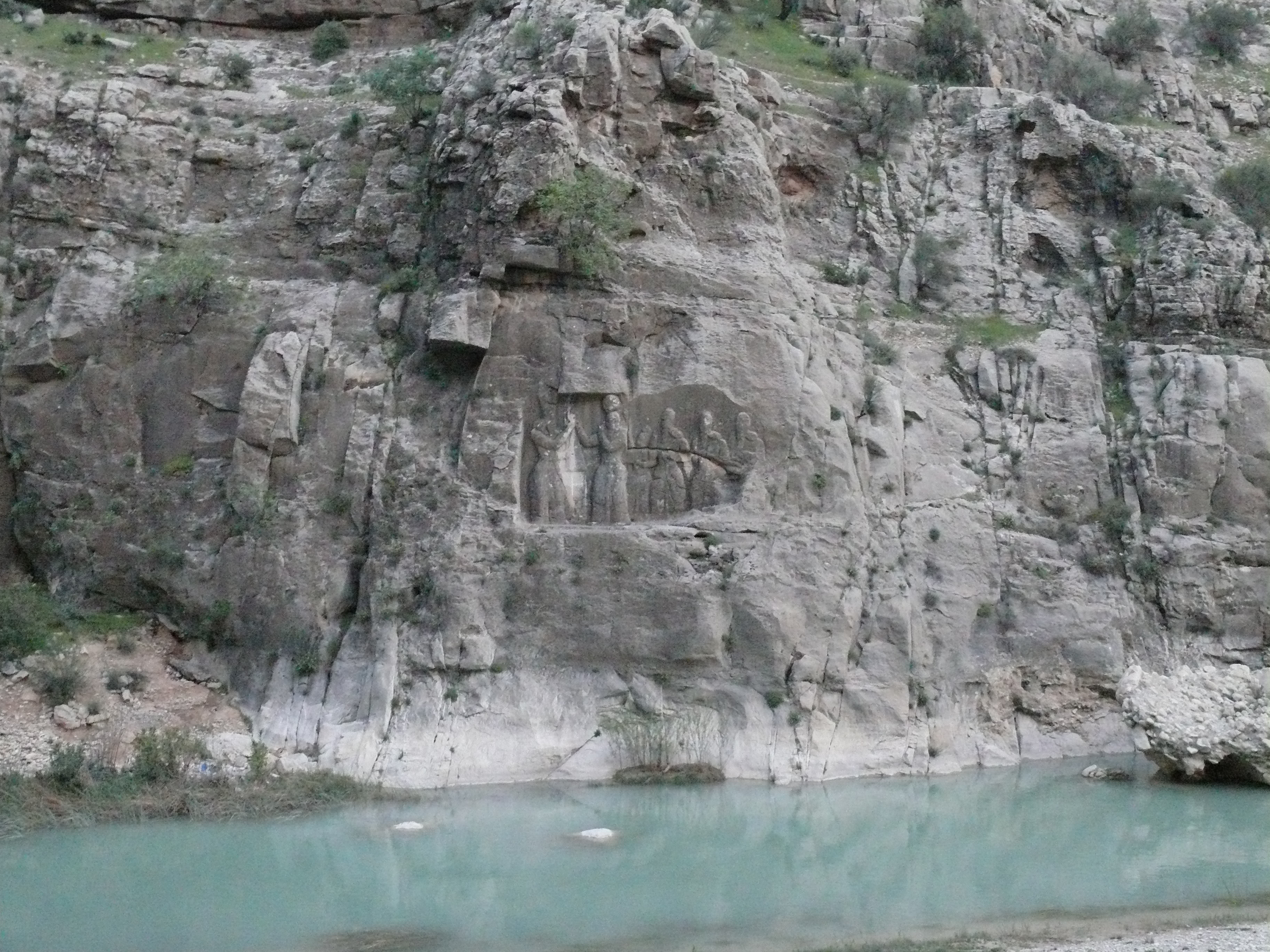
Rilievo del primo re sasanide Ardashir I ("Ardashir Babakan") a Firuzabad (rilievo di Tangab).
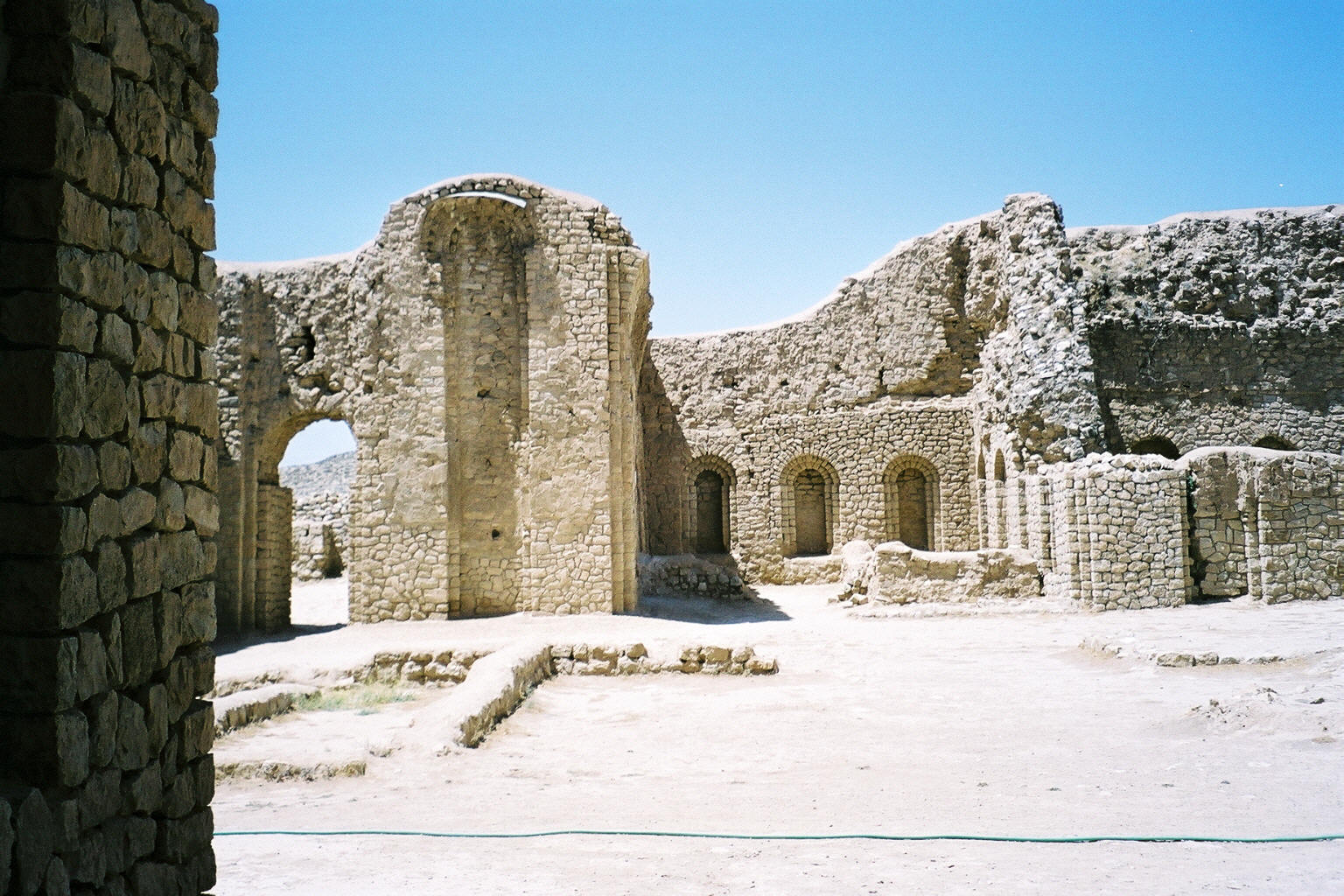
Il Palazzo di Ardashir I a Firuzabad: l'harem.